# José Brandão de Castro
José Brandão de Castro CSsR (* 24. Mai 1919 in Rio Espera, Minas Gerais, Brasilien; † 23. Dezember 1999) war ein brasilianischer Ordensgeistlicher und Bischof von Propriá.

## Leben
José Brandão de Castro trat der Ordensgemeinschaft der Redemptoristen bei und legte am 2. Februar 1939 die ewige Profess ab. Brandão de Castro empfing am 6. Januar 1944 das Sakrament der Priesterweihe.
Am 25. Juni 1960 ernannte ihn Papst Johannes XXIII. zum ersten Bischof von Propriá. Der Apostolische Nuntius in Brasilien, Erzbischof Armando Lombardi, spendete ihm am 21. September desselben Jahres die Bischofsweihe; Mitkonsekratoren waren der Bischof von Assis, José Lázaro Neves CM, und der Koadjutorerzbischof von Belo Horizonte, João Resende Costa SDB.
Am 30. Oktober 1987 nahm Papst Johannes Paul II. das von José Brandão de Castro aus Gesundheitsgründen vorgebrachte Rücktrittsgesuch an.
José Brandão de Castro nahm an allen vier Sitzungsperioden des Zweiten Vatikanischen Konzils teil.